# Alalpardo
Alalpardo es una localidad española perteneciente al municipio de Valdeolmos-Alalpardo, en la Comunidad de Madrid. En 2022 contaba con 2430 habitantes.

## Historia
A mediados del siglo XIX, el lugar, por entonces con ayuntamiento propio, contaba con una población censada de 96 habitantes. La localidad aparece descrita en el primer volumen del Diccionario geográfico-estadístico-histórico de España y sus posesiones de Ultramar de Pascual Madoz de la siguiente manera:

ALALPARDO: v. con ayunt. de la prov., aud. terr. y c. g. de Madrid (5 1/2 leg.), part. jud. y adm. de rent. de Alcala de Henares (3), dióc. de Toledo (18): sit: á las inmediaciones de un arroyo titulado Pasque, que por lo común queda seco en el mes de mayo; goza de buena ventilación, cielo alegre, y clima saludable: tiene 26 casas, posada pública, casa de abasto, y dos fuentes, una potable y otra para el ganado de labor; casa de ayunt., cárcel, escuela dotada con 400 rs., a la que asisten 11 niños de ambos sexos, y una igl. parr. bajo la advocación de S. Cristóbal mártir, de curato perpétuo y concurso general. Confina el térm. por el N. con el de Val de Torres, dist. 1 leg. E., con el de Valdeolmos a 1/4, S. el de Algete á 1/2, y por el O. con el de Fuente el Saz de Jarama á igual dist. El terreno es llano en general y de bastante buena calidad, abraza 3,059 fan. de tierra todas en cultivo, de las cuales 350 son de 1.ª calidad, 1,150 de 2.ª y 1,559 de 3.ª; carece de monte alto y bajo. Los caminos son de travesía en mediano estado. Se recibe la correspondencia de Alcalá por medio de balijero los mártes y sábados de cada semana. prod.: trigo, cebada, centeno, avena, poco vino, aceite; hay también ganado lanar basto, y alguna caza menor. pobl. 25 vec.: 96 alm. cap. prod.: 2.203,715 reales: imp. 93,254 rs. contr. 5,251: presupuesto municipal 3,230 y se cubre con los fondos de propios.
(Madoz, 1845, p. 181)

Hacia la década de 1850 el municipio de Alalpardo desapareció, al ser absorbido por el de Valdeolmos. En 1943 se trasladó la sede del Ayuntamiento de Valdeolmos de la localidad de Valdeolmos a la de Alalpardo. En 1996 el municipio de Valdeolmos cambió su nombre por el de Valdeolmos-Alalpardo.
En 2022 la entidad singular de población de Alalpardo tenía empadronados 2430 habitantes y el núcleo de población 2397 habitantes.